# WASP-21
WASP-21 (Tangra) – gwiazda w gwiazdozbiorze Pegaza. Według pomiarów sondy Gaia opublikowanych w 2018 roku, jest odległa od Słońca o ok. 850 lat świetlnych. Obiega ją co najmniej jedna planeta pozasłoneczna.

## Nazwa
Gwiazda ma nazwę własną Tangra, pochodzącą od najwyższego boga nieba, którego wyznawali Protobułgarzy. Nazwa została wyłoniona w konkursie zorganizowanym w 2019 roku przez Międzynarodową Unię Astronomiczną w ramach stulecia istnienia organizacji. Sto państw zyskało prawo nazwania gwiazd i okrążających je planet, uczestnicy z Bułgarii mogli wybrać nazwę dla tej gwiazdy. Wybrane nazwy miały być powiązane tematycznie i związane z Bułgarią. Spośród nadesłanych propozycji zwyciężyła nazwa Tangra dla gwiazdy i Bendida dla planety.

## Charakterystyka
WASP-21 to żółty karzeł, gwiazda podobna do Słońca; należy do typu widmowego G3. Ma temperaturę około 5800 K. Jej masa jest praktycznie równa masie Słońca, także promień jest niewiele (o ok. 6%) większy niż promień Słońca. Jest niewidoczna gołym okiem, jej obserwowana wielkość gwiazdowa to ok. 11,5m.

## Układ planetarny
W 2010 roku metodą tranzytu odkryto krążącą wokół tej gwiazdy planetę WASP-21 b (Bendida). Planeta jest gazowym olbrzymem o masie bardzo podobnej do masy Saturna, ale obiegającym gwiazdę w odległości 0,05 au. Planeta ma rozmiar podobny do Saturna i co 4,3 doby zaćmiewa 1,1% powierzchni tarczy gwiazdy.
| Towarzysz   | Masa [ MJ ] | Promień [ RJ ] | Okres orbitalny [ d ] | Półoś wielka [ au ] | Ekscentryczność |
| b (Bendida) | 0,3 ± 0,01  | 1,21 ± 0,032   | 4,3225126 ± 2,2×10–6  | 0,052 ± 0,00044     | 0,0             |